# Brachionycha centrolinea
Brachionycha centrolinea är en fjärilsart som beskrevs av Fabricius 1787. Brachionycha centrolinea ingår i släktet Brachionycha och familjen nattflyn. Inga underarter finns listade i Catalogue of Life.